# Грос-Дюбен
Грос-Дюбен или Дже́вин (нем. Groß Düben; в.-луж. Dźěwin) — коммуна в Германии, в земле Саксония. Подчиняется административному округу Дрезден. Входит в состав района Гёрлиц. Подчиняется управлению Шлайфе.
Занимает площадь 14,56 км².

## Сельские округа
- Грос-Дюбен (Dźěwin)
- Хальбендорф (Brězowka)

## Население
Население составляет 1242 человека (на 31 декабря 2010 года).
Входит в состав культурно-территориальной автономии «Лужицкая поселенческая область», на территории которой действуют законодательные акты земель Саксонии и Бранденбурга, содействующие сохранению лужицких языков и культуры лужичан. Официальным языком в населённом пункте, помимо немецкого, является лужицкий.